# Tomé de Barros Queirós
Tomé José de Barros Queirós (Ílhavo, 2 febbraio 1872 – Lisbona, 5 maggio 1925) è stato un politico portoghese.
Fu ministro delle finanze nel 1915 durante i governi guidati da João Pinheiro Chagas e José de Castro. In seguito, divenne Primo ministro della Repubblica portoghese dal 23 maggio al 30 agosto 1921 e, sempre nello stesso periodo, fu anche ministro delle finanze e ministro dell'Istruzione.
Una strada nel cuore del distretto Baixa di Lisbona porta il suo nome.